# Мириан III

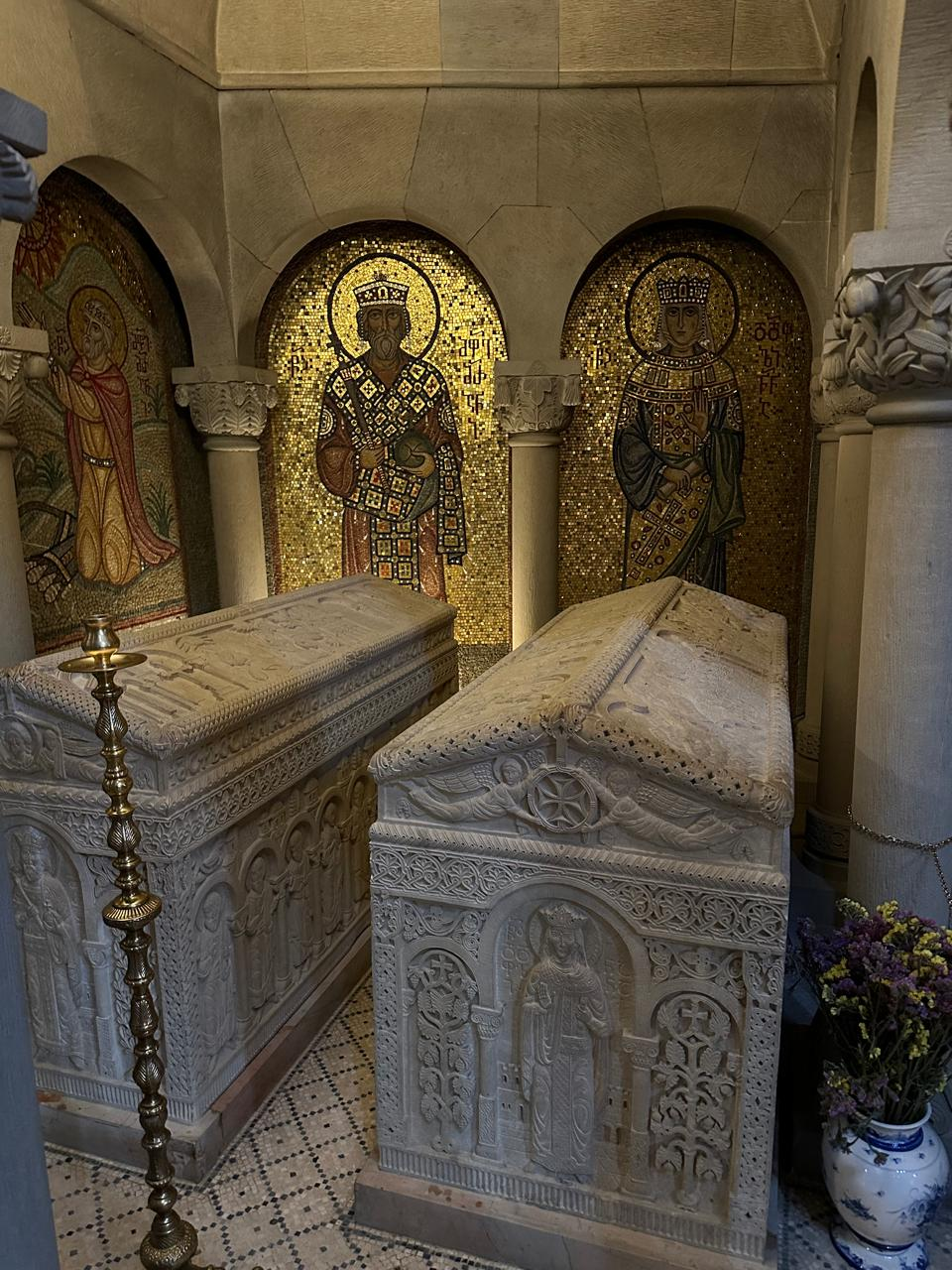
Гробницы святых царя Мириана и царицы Наны. Монастырь Самтавро. 2023 год.

Мириа́н III (груз. მირიან III; IV век; известен также как Святой Мириа́н) — царь Иберии, который почитается как первый христианский царь Грузии, установивший христианство в качестве государственной религии страны. Он построил собор во Мцхете, на месте которого сейчас находится кафедральный патриарший собор Светицховели.

## Биография

### До принятия христианства
Мириан III родился в 265 году в царской семье. Согласно хронике Леонти Мровели «Жизнь картлийских царей» («Картлис цховреба»), его отцом был Шапур I, шах Ирана из династии Сасанидов. По той же хронике, Мириан был назначен царём Иберии в 318 году. По мнению ряда историков, Мириан происходил от ветви династии Михранидов, известной как Хосровиды В годы правления Мириана доминировавший на Кавказе Иран вёл войну с Римской империей. Мириан считал, что правильным выбором для его царства стал бы союз с Римом. Однако традиционная религия Иверии происходила из Ирана, затрудняла разрыв с ним и существенно влияла на политическую ситуацию в Иберии. В то же время Лазика и Армения уже приняли христианство как государственную религию, попав тем самым под защиту Римской империи.

### Принятие христианства
Во время правления Мириана христианство быстро распространялось по Закавказью и Малой Азии. Его жена, царица Нана, приняла крещение в 314 году от святой Нины Каппадокийской, и число христиан в регионе быстро росло. В этой ситуации Мириан воспользовался случаем порвать с иранским влиянием и уничтожить богатое сословие языческих жрецов. По легенде, когда царь охотился в окрестностях Мцхеты, на землю упала кромешная тьма, и царь перестал что-либо видеть. В отчаянии он попросил «бога Нины» о помощи. По завершении молитвы вернулся свет, и Мириан смог вернуться в Мцхету. По возвращении он встретился с Ниной и вскоре после этого крестился.

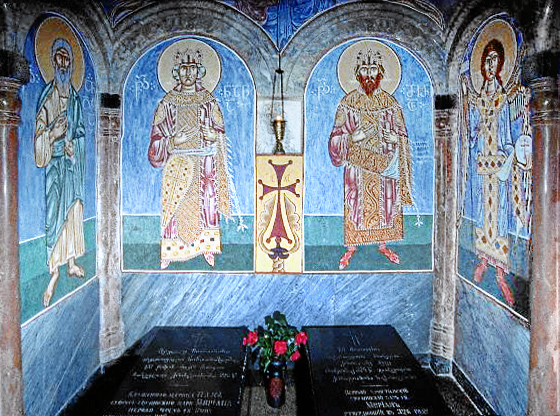
Могила царя Мириана и царицы Наны в церкви Самтавро (2008)

Предположительно в 327 году царь Мириан провозгласил христианство государственной религией Иверии и запретил почитание языческих богов. По совету святой Нины после этого он отправил посланника к императору Константину I с просьбой прислать в Иберию епископов и священников. Константин Великий выполнил просьбу, а также выделил место в Иерусалиме для строительства грузинского монастыря.
По некоторым источникам, Мириан лично посетил Константинополь и встретился с императором Константином I. Перед смертью он также посетил Иерусалим. Скончался Мириан III в 360 или 361 году. Он похоронен в Мцхете, в церкви Самтавро, вместе с царицей Наной.
Обращение царя Мириана укрепило монархию, поскольку дало ему законную причину подавления языческого священства, класса, который в то время обладало огромным богатством и властью. Однако, принятие Грузией христианства имело и гораздо более серьёзные последствия: это означало ориентацию на Рим и Византию, которая могла бы стать решающим фактором в развитии национального самосознания и культуры.

## Почитание
Царь Мириан канонизирован Грузинской православной церковью как равноапостольный. 14 мая 2018 года на заседании Священного синода Русской православной церкви имя святого Мириана было включено в месяцеслов РПЦ. Дни памяти — 14 января и 1 октября.